# Shiori Teshirogi
Shiori Teshirogi (手代木史織; Ishinomaki, Miyagi, 13 de abril de 1978) es una mangaka japonesa.

## Biografía
Hizo su debut en Enix en 1997. Sus mangas menores son del género Shoujo y Josei, pero su carrera en la editorial Akita Shoten, en donde se publica su obra más conocidaen en 2006 'The Lost Canvas', un manga spinoff del famoso 'Saint Seiya' de Masami Kurumada. 
Durante un evento, Teshirogi tuvo oportunidad de encontrarse con Masami Kurumada, y en aquella ocasión le hizo llegar su primer manga junto con una pequeña carta manuscrita. Kurumada se acordó tiempo después y fue él quien pidió que diseñara el manga The Lost Canvas.
Shiori Teshirogi es una fan confesa de Saint Seiya, y prueba de ello es el pseudónimo que usaba en sus comienzos como dibujante, el cual era "Marin Gold".

## Obras
| Título                                                                                | Género                                                       | Tomos |
| Dear my Doll ~Kimito no Yakusoku~                                                     | Fantasy, Shoujo, Supernatural, Tragedy                       | 1     |
| Delivery                                                                              | Shoujo, Drama, Social                                        | 2     |
| Kanojo ga Tonda Hi ~ The Day She Jumped ~ 彼女が飛んだ日                              | Mature, Psychological, Romance, School Life, Shoujo, Tragedy | 1     |
| Kieli: Shisha-tachi wa Arano ni Nemuru ~ キーリ死者たちは荒野に眠る                   | Fantasy, Shoujo, Supernatural                                | 2     |
| Saint Seiya The Lost Canvas 聖闘士星矢THE LOST CANVAS 冥王神話                        | Action, Martial Arts, Shounen                                | 25    |
| Saint Seiya The Lost Canvas Gaiden/Anécdotas 聖闘士星矢 THE LOST CANVAS 冥王神話 外伝 | Action, Martial Arts, Shounen                                | 16    |
| Batman and Justice League                                                             |                                                              | 4     |
| High Speed! Free!                                                                     |                                                              | 2     |
| Saint Seiya The Lost Canvas Extra Edition 聖闘士星矢 The Lost Canvas 冥王神話 番外編  | Action, Martial Arts, Shounen                                | 1     |